# Paraglenurus borneensis
Paraglenurus borneensis är en insektsart som beskrevs av Van der Weele 1909. Paraglenurus borneensis ingår i släktet Paraglenurus och familjen myrlejonsländor. Inga underarter finns listade i Catalogue of Life.